# Lynceus aequatorialis
Lynceus aequatorialis är en kräftdjursart som beskrevs av Daday 1927. Lynceus aequatorialis ingår i släktet Lynceus och familjen Lynceidae. Inga underarter finns listade i Catalogue of Life.